# Le Bon Marché

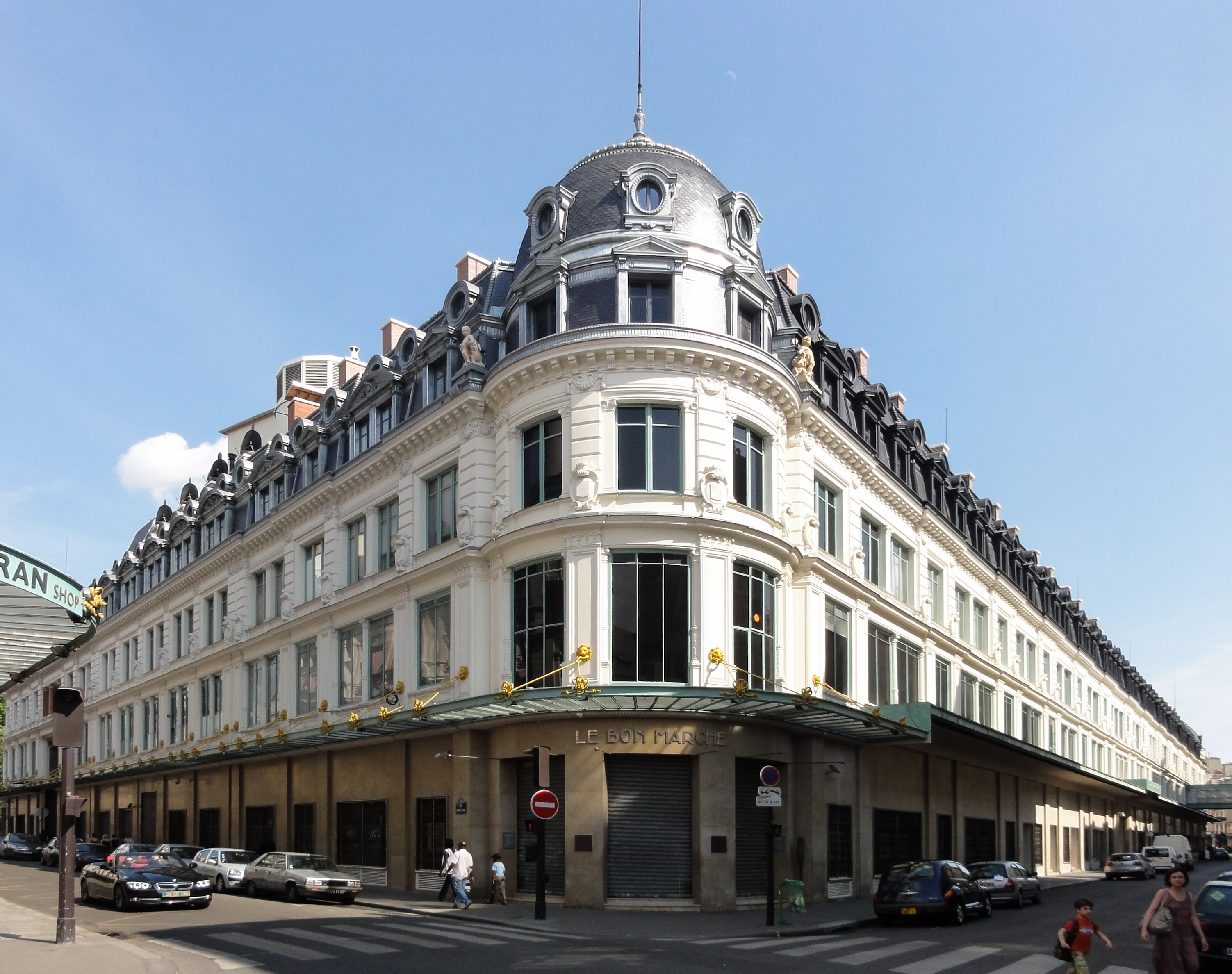
Le Bon Marché (2012)

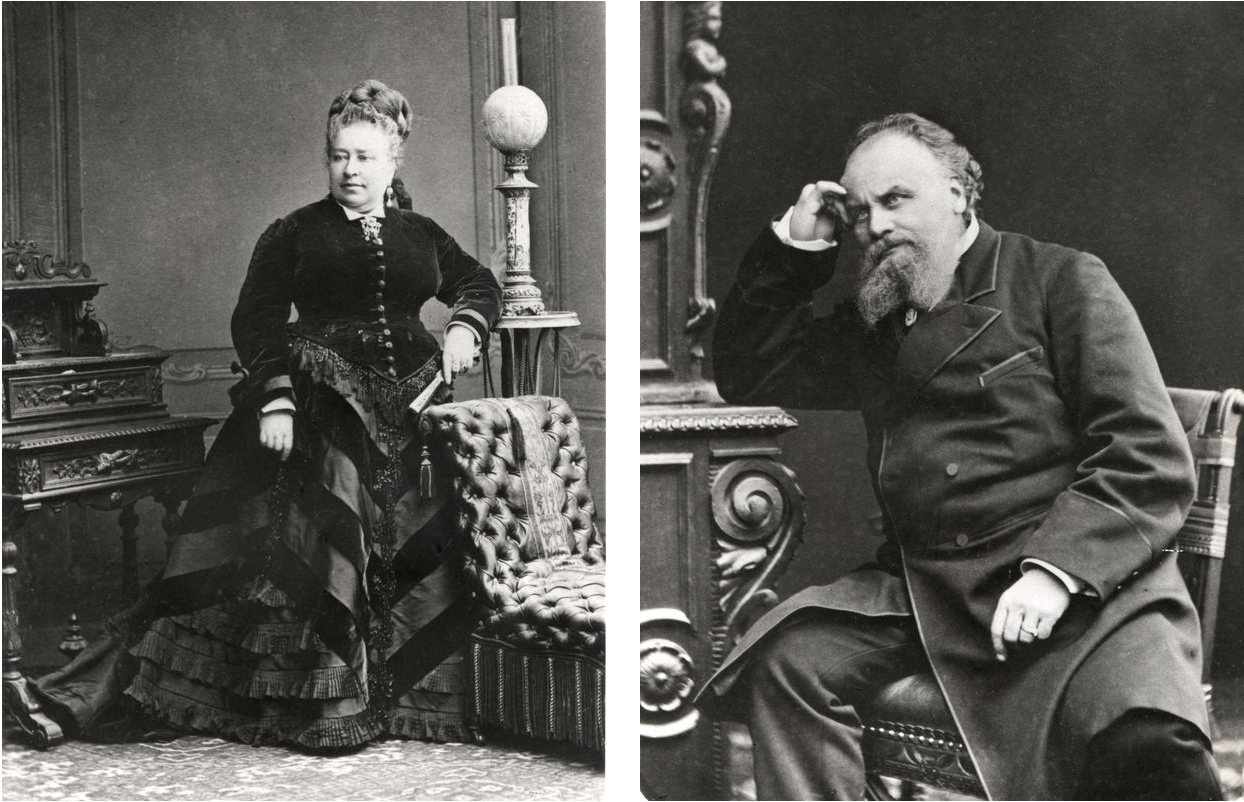
Marguerite und Aristide Boucicaut, die Gründer des Bon Marché

Le Bon Marché, bis 1989 Au Bon Marché, ist ein großes Pariser Warenhaus im 7. Arrondissement und wurde 1838 von den Gebrüdern Videau gegründet. Mit der Leitung von Aristide Boucicaut nahm dieses Warenhaus eine Pionierstellung in der Entwicklung des europäischen Einzelhandels ein. Le Bon Marché gilt als das erste Warenhaus der Geschichte  und zählt heute zu den vornehmsten Warenhäusern ganz Frankreichs.

## Geschichte

### 19. Jahrhundert

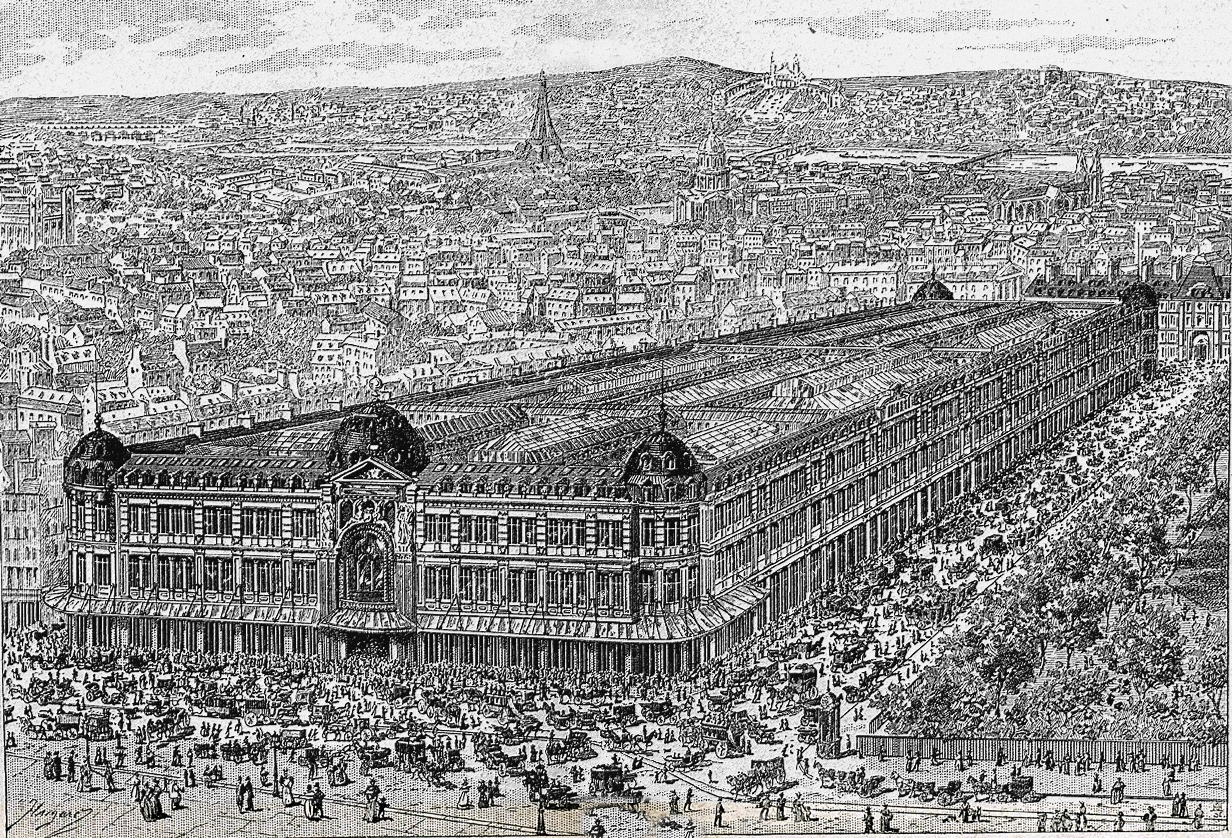
Kaufhaus Au Bon Marché samt Umgebung, ab 1887.

1848 stieg das Ehepaar Boucicaut als Teilhaber bei den Gebrüdern Videau ein und übernahm 1852 die Mehrheit der Anteile. Sie transformierten das bescheidene Unternehmen mit zwölf Angestellten binnen weniger Jahre in ein Großwarenhaus mit breitem und tiefem Sortiment, festen Preisen und intensiver Werbung. Boucicaut führte als Werbemittel unter anderem die damals neue Idee von Sammelbildern ein. 1863 kaufte das Ehepaar die Familie Videau aus, die Bedenken gegenüber dem massiven Expansionskurs der Boucicauts hatte. 1869 kam es zu einer bedeutenden Vergrößerung des Gebäudes unter Mitwirkung von Gustave Eiffel. Diese „Kathedrale des Kommerzes“ (Émile Zola) war wirtschaftlich sehr erfolgreich und wurde daher 1855 von den Grands Magasins du Louvre nachgeahmt. Deren Gründer waren Alfred Chauchard, Auguste Hériot und Charles Eugène Faré, mit Unterstützung der Gebrüder Eugène Pereire und Isaac Pereire. 1856 folgte die Gründung des Kaufhauses À la Belle Jardinière, der Magasins du Printemps (1865) und der Samaritaine (1869). Diese Nachahmer und Konkurrenten siedelten sich allesamt auf der Rive droite an, dem rechten Seineufer, während Le Bon Marché weiter die Rive gauche dominierte. Die Familie Boucicaut ließ hier auch das gegenüber liegende Hôtel Lutetia errichten, das einzige Luxushotel am linken Seineufer.

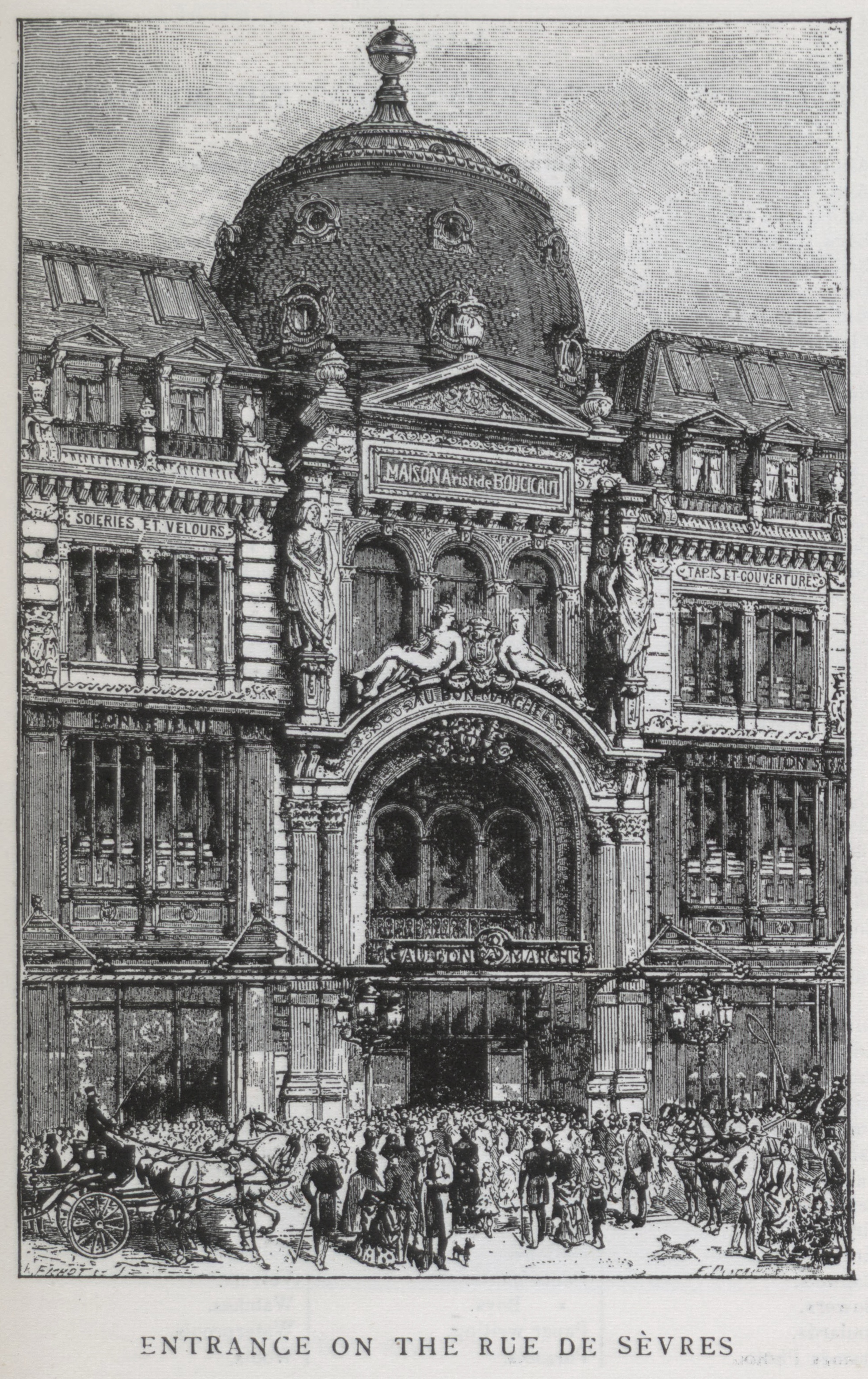
Eingang an der Rue de Sèvres, 1892
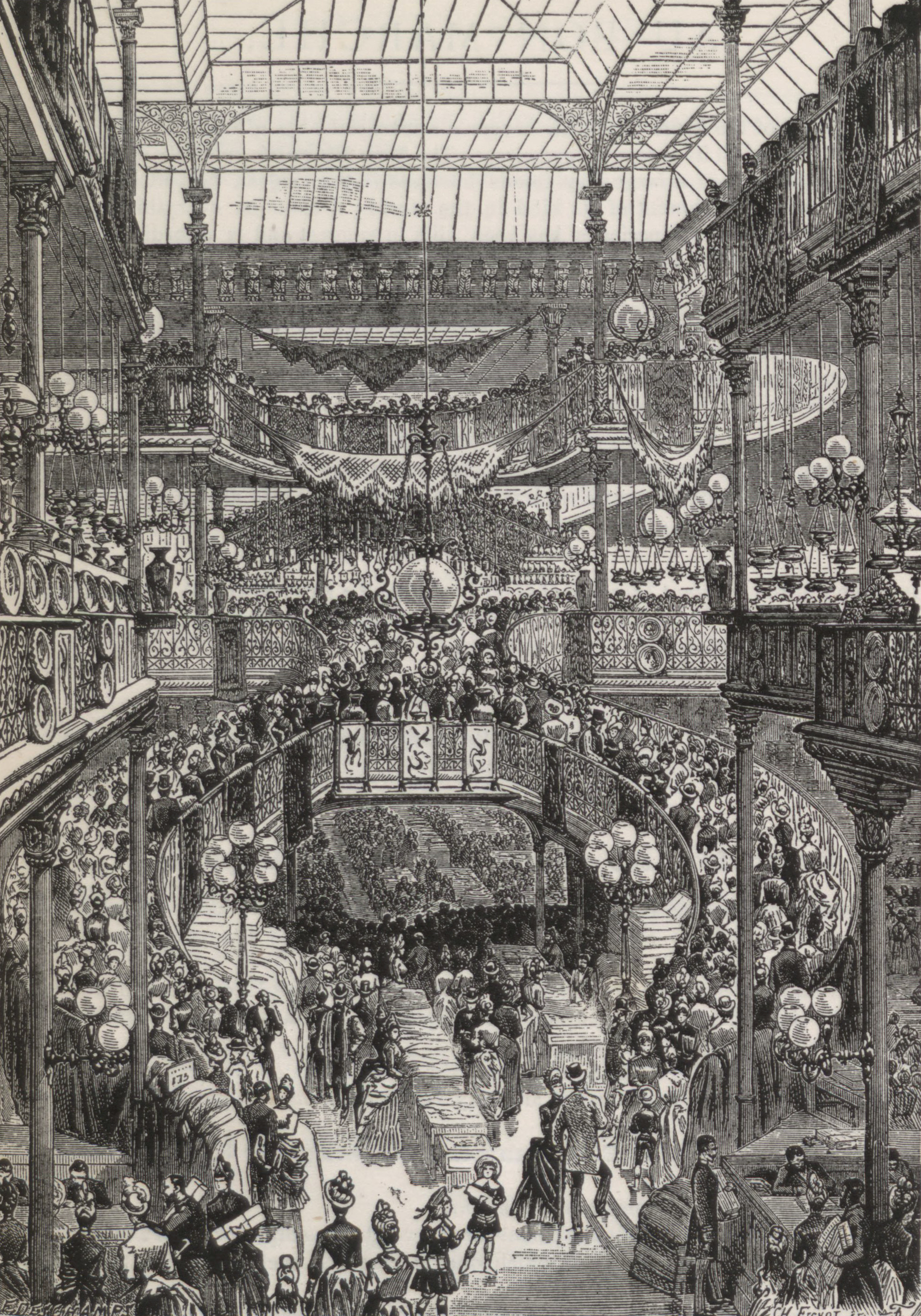
Haupttreppenhaus, 1892
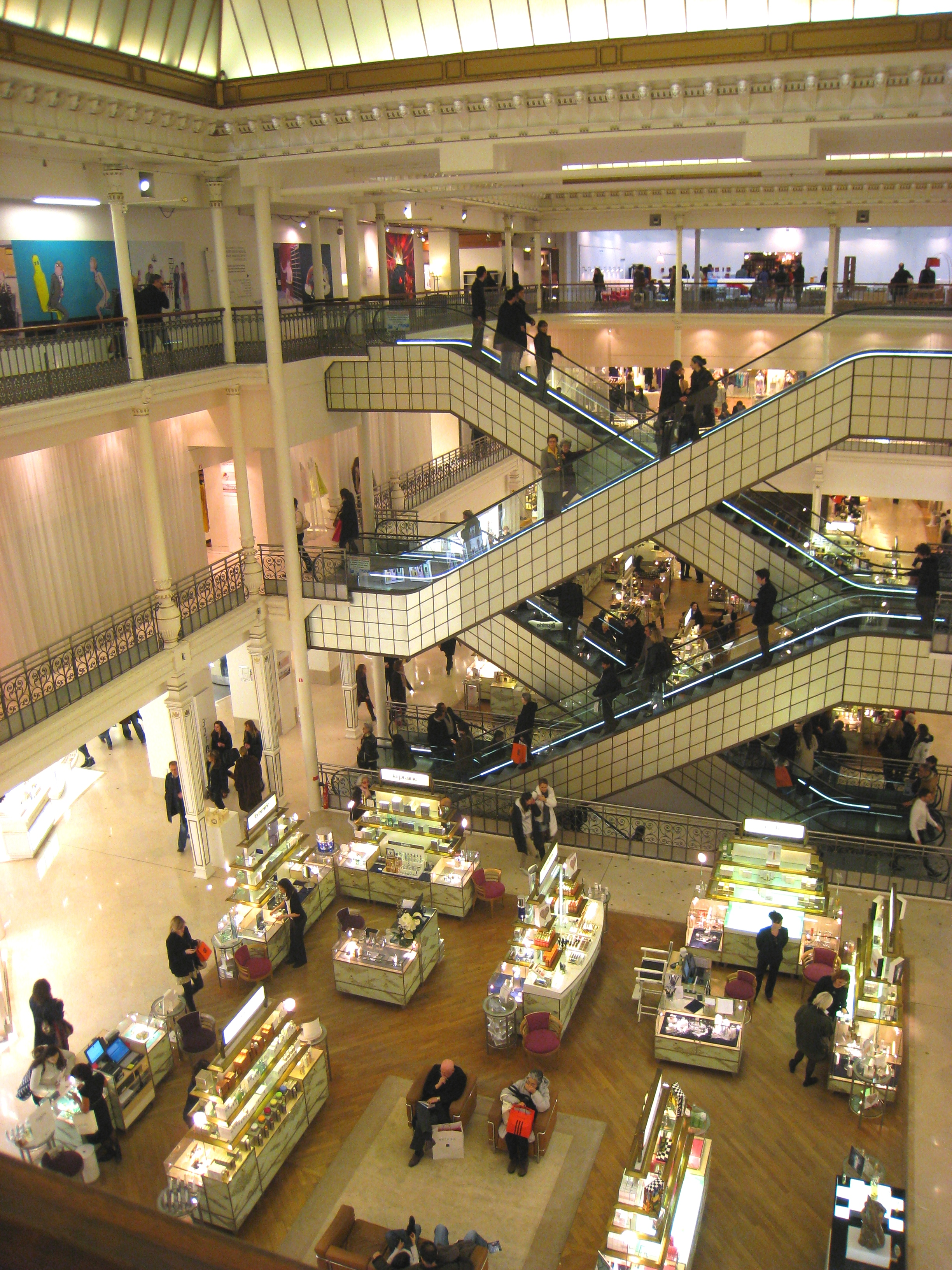
Lichthof, 2008

### 20. Jahrhundert
1984 wurde das Kaufhaus von der Gruppe Moët Hennessy Louis Vuitton (LVMH) unter Bernard Arnault übernommen. Von 1988 bis 2010 leitete Philippe de Beauvoir das Pariser Warenhaus und entwickelte es zu einem „High-End Departement Store“. Die Feinkostabteilung La Grande Épicerie wurde mit über 5000 Produkten aus aller Welt die größte von Paris. Außerdem führte er regelmäßige kulturelle Ausstellungen auf der zweiten Etage ein. Zu Beauvoirs Nachfolger wurde Patrice Wagner bestimmt, der zuvor das größte deutsche Warenhaus KaDeWe geleitet hatte. Wagner soll, wie schon bei der Karstadt Premium Group, die Luxussparte der Warenhäuser von LVMH ausbauen.

## Soziale Fürsorge
Hinweis: 1 Franc im 19. Jahrhundert ist heute etwa 3,60 Euro wert. Zum Wert des Franc ab 1901 siehe Konvertierprogramm des INSEE.
Ein Großkaufhaus wie der Bon Marché mit Hunderten, später Tausenden von Mitarbeitern, erforderte andere Führungsstrukturen als die traditionellen Familienbetriebe. Aristide Boucicaut baute sein Unternehmen streng hierarchisch auf und führte seine Mitarbeiter nach einem rigiden Reglement. Trotzdem versuchte er, geleitet von natürlicher Güte und einer christlichen Weltsicht, den Verlust der vertrauten Familienumgebung durch soziale Maßnahmen auszugleichen.
Aristide Boucicaut orientierte sich dabei an dem aktuellen Stand in anderen fortschrittlichen Großunternehmen von Industrie und Handel. Er war Gründungsmitglied einer Gesellschaft von Unternehmern zur Erforschung von Methoden zur Gewinnbeteiligung der Mitarbeiter, die 1873 gegründet worden war und ab 1879 jährlich eine Zeitschrift herausbrachte, die sich mit aktuellen Fragen der Gewinnbeteiligung befasste. Mit seinen als paternalistisch empfundenen und als philanthropisch gepriesenen Bestrebungen verfolgte Aristide Boucicaut auch den Zweck, die Mitarbeiter an das Unternehmen zu binden, das Personal zu disziplinieren und die aufkommenden Gewerkschaften fernzuhalten.
Zu den sozialen Einrichtungen des Bon Marché zählten:
- Beitragsfreie Vorsorgekassen
- Mitarbeitersparen
- Kostenlose Abendkurse zur Fortbildung
- Betriebschor und Betriebsorchester
- Betriebsunterkünfte für alleinstehende junge Angestellte
- Betriebsärztliche Betreuung

### Vorsorgekasse
Die Vorsorgekasse des Bon Marché (Caisse de Prévoyance, später Prévoyance Boucicaut) wurde 1876 von Aristide Boucicaut gegründet. Sie wurde vom Arbeitgeber finanziert, und die Kassenmitglieder erwarben nach bestimmten Fristen ein Anrecht auf Auszahlung eines kleinen Kapitals.

#### Satzung

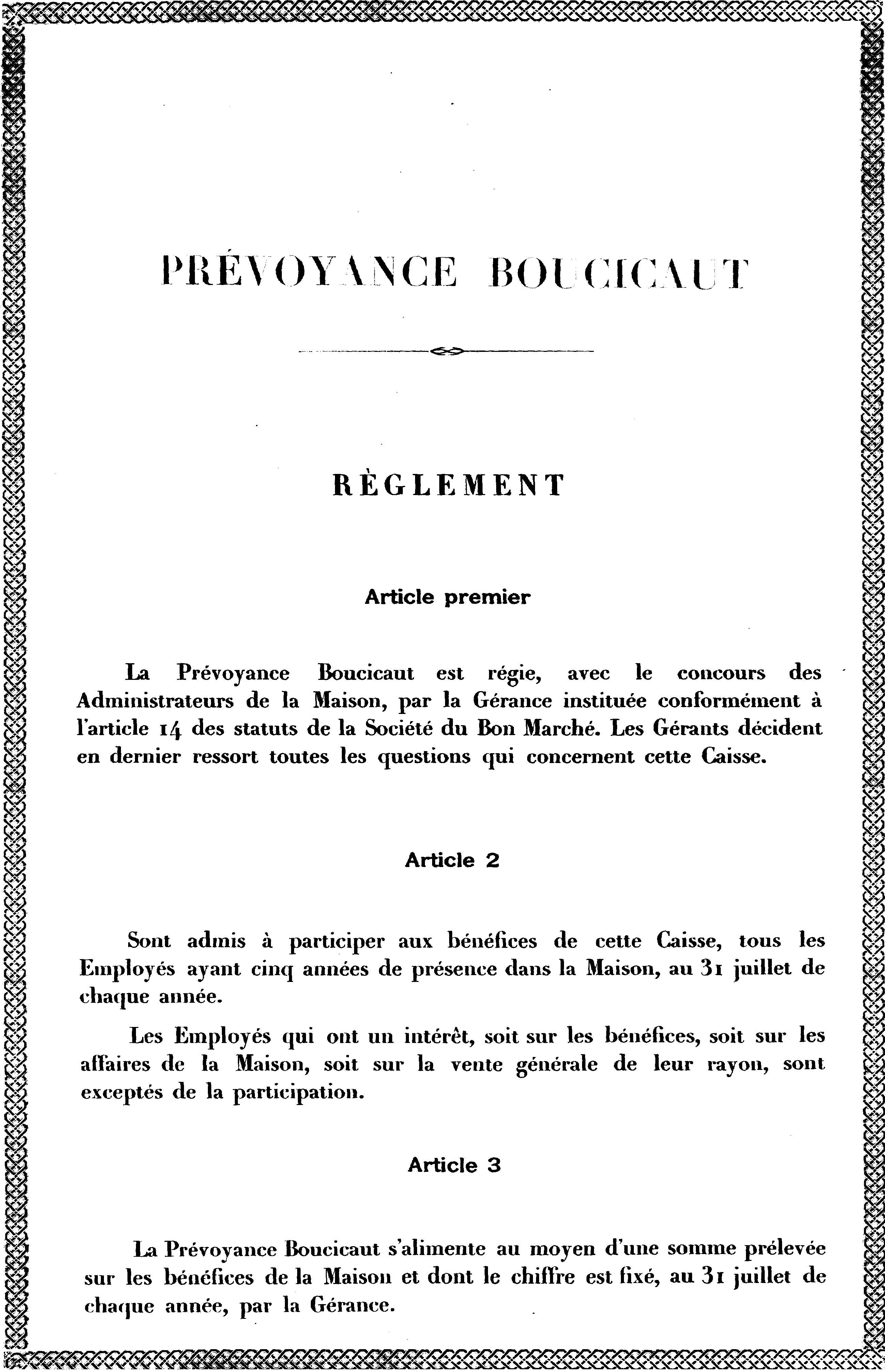

Aristide Boucicaut wollte sicherstellen, dass seine Angestellten im Alter oder nach deren Tod ihre Angehörigen über „ein kleines Kapital“ verfügen konnten. Die Kasse wurde nicht durch Mitgliedsbeiträge gespeist, sondern durch die jährliche Dotation eines Anteils am Gewinn. Mitglieder waren Angestellte, die dem Unternehmen mindestens fünf Jahre angehörten, nicht jedoch gewinnbeteiligte Angestellte oder Arbeiter. Die jährliche Dotation wurde unter den Mitgliedern nach der Höhe ihres Jahresgehalts aufgeteilt und einem persönlichen Konto gutgeschrieben, das mit einem Zinssatz von 4 % verzinst wurde. Für den Fall der Auflösung der Vorsorgekasse wurde jedem Mitglied die Erstattung seines Kontos garantiert. Bezugsberechtigt für das angesparte Kapital waren:
- Männer nach 20 Jahren im Betrieb oder ab dem 60. (ab 1886: 55.) Lebensjahr.
- Frauen nach 15 Jahren im Betrieb oder nach Erreichen des 50. (ab 1886: 45.) Lebensjahrs.
- Frauen bei Heirat.
- Angehörige beim Tod eines Mitglieds.
- Arbeitsunfähige nach Ermessen der Geschäftsleitung.

Wer vor Ablauf der Fristen aus der Firma ausschied, verlor alle Ansprüche aus der Kasse.

#### Entwicklung
Die verfügbaren Kennzahlen über die zeitliche Entwicklung der Kasse sind sehr lückenhaft, so dass die folgenden Angaben nur als Fingerzeig gelten können. In den ersten fünf Jahren ab Einrichtung der Vorsorgekasse (1876–1880) schwankte die Höhe der Auszahlungen zwischen 220,40 und 330,55 Francs im schlechtesten und 295,80 bzw. 443,75 Francs im besten Jahr. Das Kapital der Kasse entwickelte sich von 61.500 Francs im Gründungsjahr bis zu einer Höhe von 5.846.016 Francs im Jahr 1913. Die jährliche Dotation lag in den ersten 20 Jahren bei etwa 120.000 Francs. Der Anteil der Kassenmitglieder am Gesamtpersonal stieg von 8 % im ersten Jahr auf 71 % im Jahr 1913. Der Gesamtbetrag der Auszahlungen seit Gründung der Kasse belief sich 1913 auf 5.239.609 Francs, die sich auf 2.741 Bezugsberechtigte verteilten, dies entspricht einem Durchschnittsbetrag von 1.912 Francs.

### Pensionskasse
Zehn Jahre nach der Gründung der Vorsorgekasse durch ihren Mann rief Marguerite Boucicaut 1886 eine Pensionskasse (Caisse de Retraite, auch Fondation Boucicaut) ins Leben, in der Absicht, „das Werk ihres Mann zu vollenden“. Sie stattete die Kasse mit einem Anfangskapital von 5 Millionen Francs aus ihrem eigenen Vermögen aus.

#### Satzung

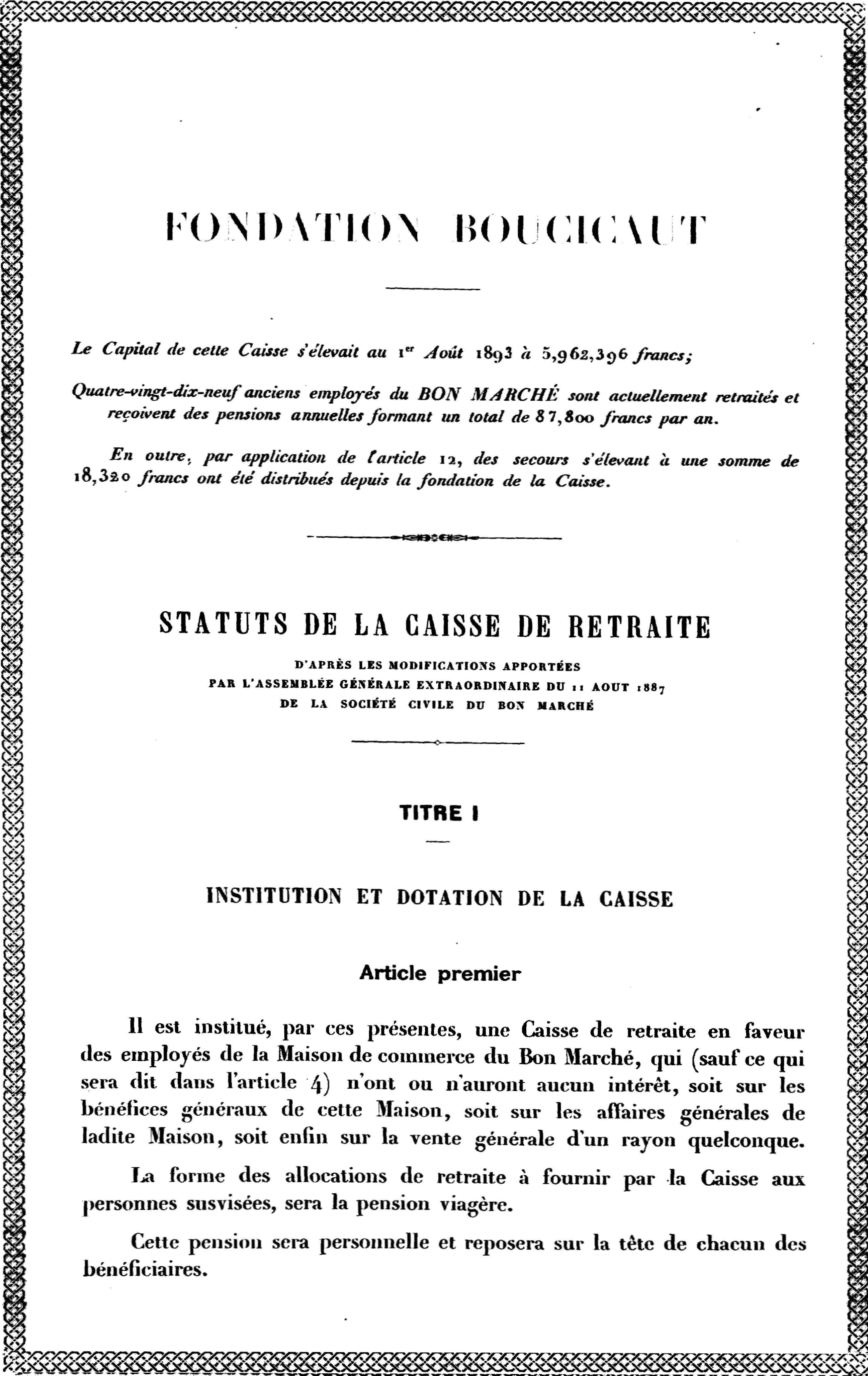

Die Kasse sollte nach der Anschubfinanzierung durch Marguerite Boucicaut ebenso wie die Vorsorgekasse nicht durch Mitgliedsbeiträge gespeist werden, sondern durch eine jährliche Dotation von 5 %, ab 1897 von 7 %, ab 1910 von 8 % des Gewinns der Société civil du Bon Marché. Bei Erfüllung der Bezugsbedingungen erhielten die Pensionäre eine jährliche, an die Person gebundene Leibrente von 600 bis 1500 Francs. Die individuelle Pensionshöhe wurde durch den Verwaltungsrat (Conseil d’Administration) festgelegt. Im Fall der Auflösung der Kasse sollten laufende Pensionen und erworbene Anrechte sichergestellt und der Rest des Kapitals auf die übrigen Mitglieder aufgeteilt werden. Bezugsberechtigt waren Angestellte, nicht jedoch gewinnbeteiligte Angestellte oder Arbeiter:
- Männer nach 20 Jahren im Betrieb ab dem 50. Lebensjahr.
- Frauen nach 20 Jahren im Betrieb ab dem 45. Lebensjahr.
- Arbeitsunfähige sowie Witwen und Waisen im Ausnahmefall und nach Ermessen des Verwaltungsrats.

Wer vor Ablauf der vorgeschriebenen Betriebszugehörigkeit aus der Firma ausschied, verlor alle Ansprüche aus der Kasse.

#### Entwicklung
Die verfügbaren Kennzahlen über die zeitliche Entwicklung der Kasse sind sehr lückenhaft, so dass die folgenden Angaben nur als Fingerzeig gelten können. Das Kapital der Kasse entwickelte sich von 6 Millionen Francs im Gründungsjahr bis zu einer Höhe von 31.783.285 Francs im Jahr 1913. Die Anzahl der Pensionäre stieg von 130 im Jahr 1895 auf 208 im Jahr 1899. Die durchschnittliche Höhe der jährlichen Leibrente schwankte in dieser Zeit zwischen 789 und 831 Francs.

### Arbeiterkasse
Die Arbeiterkasse (Caisse de secours et de retraites pour les ouvriers et ouvrières) wurde im Jahr 1892 ins Leben gerufen, „in dem Bestreben, die Lage der Arbeiter zu verbessern“. Die Finanzierung der Kasse erfolgte durch den Arbeitgeber. Bei Erfüllung bestimmter Voraussetzungen stand es im Ermessen des Verwaltungsrats, einem Arbeiter eine Unterstützung oder Pension zu gewähren. Die beiden früher gegründeten Kassen waren für die Angestellten reserviert und daher für Arbeiter nicht zugänglich. Die Arbeiterkasse war vergleichsweise unbedeutend, sie verfügte 1913 über ein Kapital von 1.133.304, die Vorsorgekasse hatte hingegen ein Kapital von 5.846.016 und die Pensionskasse von 31.783.285 Francs.

#### Satzung
Die Kasse wurde aus einem Anteil am Gewinn alimentiert. Die Höhe einer Unterstützung oder Pension wurde vom Verwaltungsrat (Conseil d’Administrateurs) festgelegt und durfte in der Regel 365 Francs pro Jahr nicht überschreiten. Im Fall der Auflösung der Kasse sollten laufende Pensionen und erworbene Anrechte sichergestellt und der Rest des Kapitals auf die übrigen Arbeiter aufgeteilt werden. Die Leistungen der Kasse „konnten“ nach Ermessen des Verwaltungsrats gewährt werden:
- Einmalige Unterstützungen bei vorübergehender Arbeitsunfähigkeit
- Dauernde Unterstützungen bei dauernder Arbeitsunfähigkeit
- Beihilfen bei einer Niederkunft
- Unterstützungen für Witwen und Waisen beim Tod eines Arbeiters nach 5 Jahren Betriebszugehörigkeit
- Pensionen, nach 25 Jahren Betriebszugehörigkeit ab einem Lebensalter von 55 (Männer) bzw. 50 Jahren (Frauen) und wenn „ein Arbeiter seine Arbeit nicht mehr verrichten kann“.[21]

#### Entwicklung
Die verfügbaren Kennzahlen über die zeitliche Entwicklung der Kasse sind sehr lückenhaft, so dass die folgenden Angaben nur als Fingerzeig gelten können. Das Kapital der Kasse entwickelte sich von 264.795 Francs im Jahr 1895 bis zu einer Höhe von 1.133.304 Francs im Jahr 1913. Die Anzahl der Pensionäre belief sich 1913 auf 32 Personen.

### Mitarbeitersparen
In dem Bestreben, seine Mitarbeiter „zum Sparen zu ermutigen“, bot der Bon Marché seinen Angestellten (nicht den Arbeitern) die Möglichkeit, bis zu 3000 Francs aus ihrem Gehalt zu einem Zinssatz von 6 % in der Firma anzulegen. 1886 belief sich das Sparguthaben von 927 teilnehmenden Angestellten auf 3.200.000 Francs.

### Fortbildung

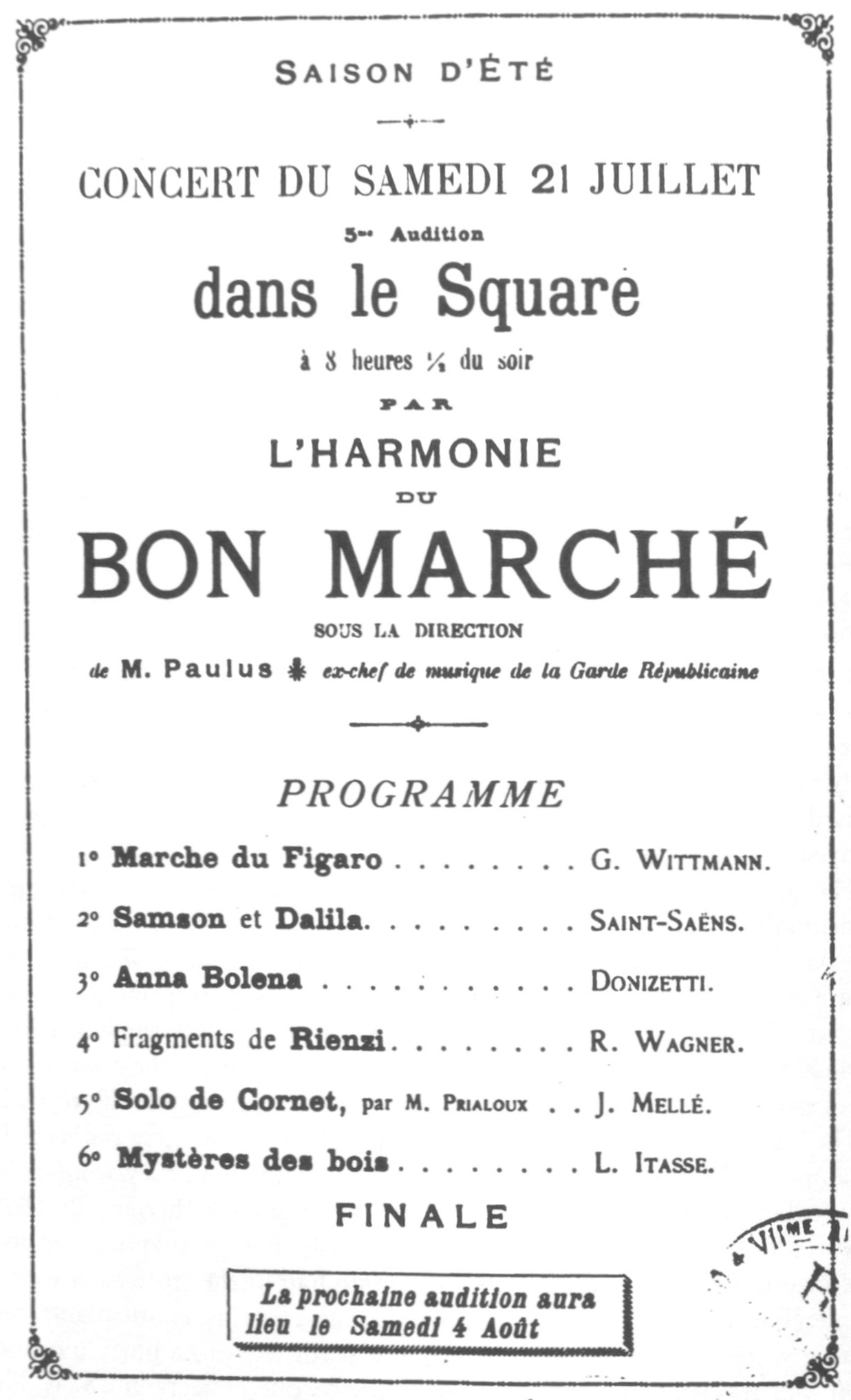
Programmzettel des Bon Marché-Orchesters, 1894

„In dem Bestreben, die Freude am Lernen zu stärken“ und den Mitarbeitern die Gelegenheit zu geben, „ihre Abende mit sinnvollen und attraktiven Beschäftigungen zu verbringen“, bot der Bon Marché ab 1872 seinen Angestellten (nicht den Arbeitern) die Möglichkeit, an kostenlosen Abendkursen im Haus teilzunehmen. Angeboten wurden Englischkurse, Instrumental- und Chorunterricht sowie Fechtkurse. Den besten Teilnehmern der Englischkurse spendierte die Firma einen halbjährigen Studienaufenthalt in London. Außerdem konnten die Mitarbeiter für einen symbolischen Monatsbeitrag von 1 Franc Mitglied in einem Musik- oder Fechtverein werden. Diese Vereine traten im Kaufhaus und in der Öffentlichkeit auf, auch bei Wettbewerben.
Der Chor und das Blasorchester des Musikvereins (Chorale et Harmonie) wurden von ehemaligen Dirigenten des beliebten Orchesters der Garde républicaine geleitet, namentlich von Georges Paulus und Gustave Wettge. Sie traten im Winter im Kaufhaus auf und im Sommer auf dem Platz vor dem Bon Marché, und oft wurden dazu als Mitwirkende Berühmtheiten der Pariser Musikszene eingeladen. Diese Veranstaltungen zogen viel Publikum aus allen Gesellschaftsschichten an und leisteten dadurch einen beachtlichen Beitrag zur Öffentlichkeitsarbeit des Bon Marché.
Daneben veranstaltete der Bon Marché in seinen Räumen historische, naturwissenschaftliche und literarische Vorträge zur Fortbildung seiner Mitarbeiter. All diese Maßnahmen zielten auch darauf ab, das Niveau der Mitarbeiter zu heben und sie davon abzuhalten, die beliebten Vergnügungslokale zu frequentieren.

### Kantine

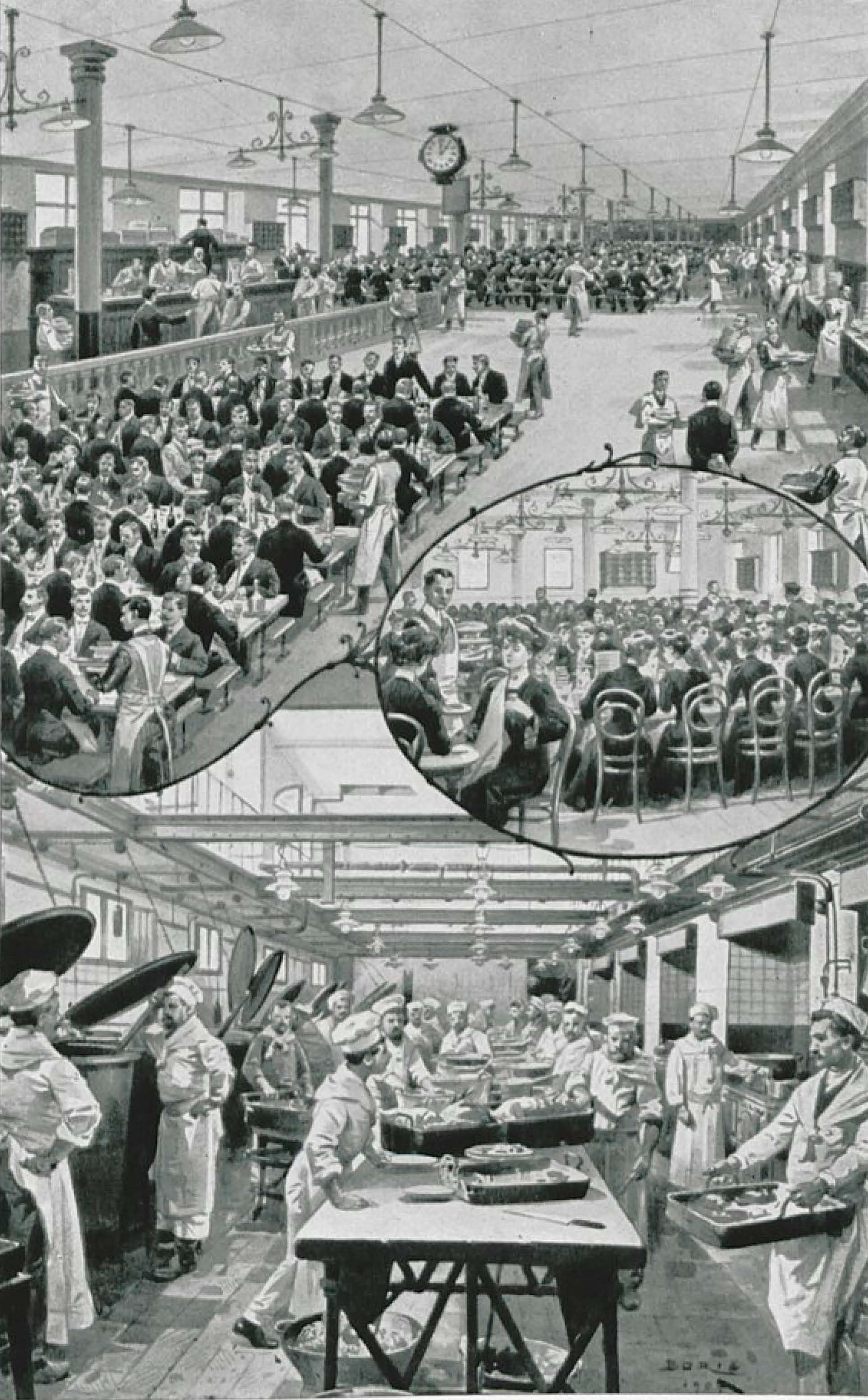
Speiseräume und Küche der Kantine des Bon Marché, 1910.

Jeder Mitarbeiter hatte das Anrecht auf zwei kostenlose warme Mahlzeiten pro Tag. Es gab vier Speisesäle: zwei für Männer und zwei für Frauen, jeweils getrennt für Angestellte und Arbeiter. Der größte Saal für die männlichen Angestellten bot 1882, als Émile Zola den Bon Marché inspizierte, Platz für 800 Personen. Die 2500 Mitarbeiter wurden in drei Schichten abgefertigt, so dass immer zwei Drittel des Personals für die Bedienung der Kunden bereitstand. Die Küche war ein eigener Betrieb von beträchtlichen Ausmaßen. Zola notierte: „Alles ist gigantisch“.

### Betriebsunterkünfte
Für alleinstehende Angestellte bestand ab 1873 die Möglichkeit, in Zimmern in den oberen Etagen des neuen Kaufhausgebäudes zu wohnen, später in verschiedenen Häusern nach Geschlechtern getrennt. 1878 wohnten in diesen Räumen 52 Frauen und 38 junge Männer. Den Frauen stand ein Gemeinschaftsraum mit einem Klavier zur Verfügung, den Männern ein Billardsaal, und für Frauen und Männer eine gemeinsame Bibliothek mit 400 Büchern. Es ist nicht bekannt, ob und wie viel Miete die Angestellten zahlen mussten, der Zimmerservice jedenfalls war kostenlos. Arbeiter konnten, wie es lapidar heißt, im Kaufhaus auf mitgebrachten Feldbetten schlafen.

### Betriebsarzt
Die Bediensteten konnten während der Arbeitszeit im Kaufhaus kostenlos einen Arzt konsultieren. Für Angestellte, die in Betriebsunterkünften wohnten, stand eine Krankenstation zur Verfügung. Weibliche Angestellte erhielten bei Geburt eines Kindes einen Zuschuss von 100, Arbeiterinnen von 60 Francs.

## Abgrenzung
Die Schweizer ABM-Gruppe (Au Bon Marché) und das gleichnamige 1860 geschaffene Kaufhaus in Belgien haben nichts mit Boucicauts Gründung zu tun, der Name steht einfach für „preiswert“.

### Allgemein
- E. Flavien; Athanase Cucheval-Clarigny: Les magasins du Bon Marché, fondés par Aristide Boucicaut à Paris. Paris [1889].
- Helmut Frei: Frankreich – die elegante Welt der „Grands Magasins“ in Paris. In: Tempel der Kauflust : eine Geschichte der Warenhauskultur. Leipzig 1997, Seite 20–42.
- Guide illustré du Bon Marché. L’Exposition et Paris au Vingtième Siècle. Paris 1900, Seite 250–253.
- Antonin Guillot: Madame Boucicaut : un destin hors du commun. Chalon-sur-Sâone 1995. – Monographie über das Leben des Gründerehepaares und die Entwicklung des Bon Marché. Mit vielen Dokumenten und ausführlicher Bibliographie, reich illustriert.
- Michael B. Miller: The Bon Marché. Bourgeois Culture and the Department Store, 1869–1920. Princeton University Press 1981, online. – Grundlegende Monographie über die Geschichte des Bon Marché unter sozialen, wirtschaftlichen, gesellschaftlichen, kulturellen und politischen Aspekten. Mit ausführlicher Bibliographie.
- Michael B. Miller: Au Bon Marché 1869–1920. Le consommateur apprivoisé. Armand Colin, Paris 1987, ISBN 978-2-200-37121-0. – Französische Ausgabe von #Miller 1981.
- 1860. Au Bon Marché. In: Bernard Marrey: Les grands magasins : des origines à 1939. Paris 1979, Seite 68–83. – Kurzer Abriss der Entwicklung des Kaufhauses, reich illustriert.
- Alarich Rooch: Warenhäuser – Inszenierungsräume der Konsumkultur; von der Jahrhundertwende bis 1930. In: Werner Plumpe (Hrsg.): Bürgertum und Bürgerlichkeit: zwischen Kaiserreich und Nationalsozialismus. von Zabern, Mainz 2009, Seite 17–30.
- Wolf Jöcckel  Das älteste Kaufhaus der Welt: Das Pariser Kaufhaus "Bon Marché" und Zolas "Paradies der Damen". 2025  https://paris-blog.org/2025/03/15/das-alteste-kaufhaus-der-welt-das-pariser-kaufhaus-bon-marche-und-zolas-paradies-der-damen/
- Les Grands Magasins – Pariser Ingenieurarchitektur der zweiten Hälfte des 19. Jahrhunderts. In „Eisen-Architektur“, ICOMOS, Deutsches Nationalkomitee,(Bad Ems, 5-9 October 1981)

### Belletristik

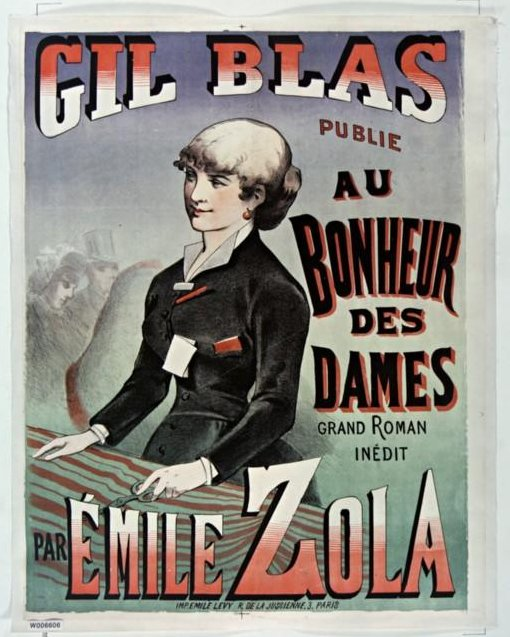
Ankündigung des Vorabdrucks von Au Bonheur des Dames in der Zeitschrift Gil Blas ab dem 17. Dezember 1882

- Émile Zola: Das Paradies der Damen. (Au bonheur des dames, 1883). – Groß angelegte Schilderung der sozialen und wirtschaftlichen Veränderungen durch das Aufkommen der Großkaufhäuser im Zweiten Kaiserreich.
- Zolas Notizen über die Recherchen für seinen Roman Das Paradies der Damen, die er großenteils im Bon Marché anstellte.
  - Manuskript: Émile Zola: Œuvres. Manuscrits et dossiers préparatoires. Les Rougon-Macquart. Au Bonheur des dames. Dossier préparatoire. Deuxième volume. Paris 1881, online.
  - Druckausgabe französisch: Calicots (Au Bonheur des Dames). In: Émile Zola; Henri Mitterand (Hrsg.): Carnets d’enquêtes : une ethnographie inédite de la France. Textes établis et présentés par Henri Mitterand.  Plon, Paris 1987, Seite 145–233.
  - Druckausgabe deutsch: Kattune. Zola in den großen Kaufhäusern. In: Émile Zola; Henri Mitterand (Hrsg.):  Frankreich : Mosaik einer Gesellschaft; unveröffentlichte Skizzen und Studien. Aus dem Französischen von Brigitte Pätzold. Wien 1990, Seite 137–212.

## Film
- Wünsche werden wahr – Die Entstehung des Kaufhauses. Dokumentarfilm, Doku-Drama, Frankreich, 2011, 86 Min., Buch und Regie: Sally Aitken, Christine Le Goff, Produktion: arte France, Telfrance, Essential Viewing. Deutsche Erstausstrahlung: 22. Oktober 2011 in arte, YouTube. – Mit Spielszenen nach Émile Zolas „Das Paradies der Damen“.
- Der Bon Marché. Dokumentarfilm, Frankreich, 2011, 5 Minuten, Serie: Karambolage, Nummer 233, Text: Jeanne Desto, Bild: Nicolas Cappan, Produktion: arte France; deutsche Erstausstrahlung: 3. April 2011, YouTube. – Geschichte des Kaufhauses Le Bon Marché im Schnelldurchlauf.